# 消されたヘッドライン
『消されたヘッドライン』（けされたヘッドライン、State of Play）は、2009年に公開された合作のサスペンス映画。イギリスBBCのテレビドラマ『ステート・オブ・プレイ〜陰謀の構図〜』をハリウッドでリメイクした作品である。

## あらすじ
夜のワシントンを、人ごみを押しのけながら走る黒人の青年。彼は何者かから逃れようとしていたが、物陰から外をうかがっていたところを射殺される。犯人はとどめを刺した後、偶然通りかかったピザの配達人をも射撃。とどめを刺そうとしたところで人が来て立ち去る。その翌朝、出勤途中の議員秘書ソニアは、地下鉄のホームから転落死する。彼女の上司で、若手注目株のコリンズ議員は、議長を務める民間軍事会社ポイントコープに関する公聴会席上で、そのことに言及して落涙。ソニアとコリンズが愛人関係にあったとスキャンダルになる。「ワシントン・グローブ」紙の敏腕記者、カル・マカフリーは大学以来の親友であるコリンズと、その妻で、元恋人のアンのことを思ってひそかに心を痛める。黒人青年射殺事件の担当になったカルは、被害者にかっぱらいの前科があること、また遺品の携帯電話の通話履歴から、彼がソニアに連絡していたことを突き止め、2つの事件の関連を調べ始める。

## キャスト
※括弧内は日本語吹き替え
- カル・マカフリー - ラッセル・クロウ（山路和弘）

「ワシントン・グローブ」紙の記者。
- スティーヴン・コリンズ - ベン・アフレック（咲野俊介）

国会議員。カルの大学時代の友人。ソニアとは愛人関係だった。
- デラ・フライ - レイチェル・マクアダムス（小林さやか）

記者。スティーヴンとソニアについてカルを訪ねる。
- アン・コリンズ - ロビン・ライト・ペン（佐々木優子）

スティーヴンの妻。
- ドミニク・フォイ - ジェイソン・ベイトマン（大川透）

ポイントコープ関連会社の人間。
- ジョージ・ファーガス - ジェフ・ダニエルズ（土師孝也）

院内総務。ポイントコープ社と繋がりがある。
- キャメロン・リン - ヘレン・ミレン（寺内よりえ）

編集長。
- ソニア・ベイカー - マリア・セイヤー

スティーヴンの事務所のスタッフ。多額の借金を抱えていた。地下鉄の駅で死亡した。
- ジュディス・フランクリン - ヴィオラ・デイヴィス

博士。
- ドナルド・ベル - ハリー・J・レニックス

刑事。
- グリア・ソーントン - ウェンディ・マッケナ
- マンディ

ホームレスの少女。
- デショーン

麻薬取引で揉めて射殺された男。
- サンド

ピザの配達人。

## 製作
当初カル・マカフリー役にはブラッド・ピットが、スティーヴン・コリンズ役にはエドワード・ノートンがキャスティングされていたが、映画制作の遅れを理由に降板。その後、マカフリー役はラッセル・クロウに、コリンズ役はベン・アフレックに変更された。
2007年11月の撮影を予定していたが、キャスティング変更により、2008年1月に撮影が始まった。同年4月に撮影終了。

## 評価
レビュー・アグリゲーターのRotten Tomatoesでは216件のレビューで支持率は84%、平均点は6.90/10となった。Metacriticでは36件のレビューを基に加重平均値が64/100となった。